# Klaus Böttcher
Klaus Böttcher (* 1941 in Dreschvitz/Rügen) ist ein deutscher Pädagoge und ehemaliger Jugendfunktionär (FDJ).

## Leben
Klaus Böttcher wuchs auf der Insel Rügen auf und lebte dort bis 1978. Nach dem Abschluss der 10. Klasse 1957 folgte ein Pädagogikstudium am Institut für Lehrerbildung in Putbus/Rügen. Danach arbeitete er als Grundschullehrer an der dortigen Schule. Im Alter von 22 Jahren wurde er als Direktor des zum Zentralinstitut für Diabetes „Gerhardt Katsch“ (Karlsburg) gehörenden Schulheimes in Putbus eingesetzt. Den Grundwehrdienst leistete er in einer Ausbildungseinheit bei den Grenztruppen der DDR.
Wenige Monate danach begann er seine politische Laufbahn im Bereich der Volksbildung. Ein dreijähriges Studium an der Parteihochschule „Karl Marx“ in Berlin schloss er 1971 mit dem Diplom als Gesellschaftswissenschaftler ab und war danach bis 1975 als 1. Sekretär der FDJ-Kreisleitung Rügen tätig.
Es folgte ein Studium an der Akademie für Gesellschaftswissenschaften des ZK der KPdSU in Moskau, welches er 1978 mit dem akademischen Grad „Dr. phil.“ abschloss. Unmittelbar danach erfolgte seine Berufung als Direktor der Jugendhochschule „Wilhelm Pieck“ am Bogensee bei Wandlitz, die er zehn Jahre bis März 1988 leitete. Die Berufung zum Professor erfolgte 1981. 
Kurzzeitig war er Direktor der Franz-Mehring-Schule in Berlin-Biesdorf und wechselte unmittelbar nach deren Auflösung als Mitarbeiter in die Parteizentrale der SED/PDS bzw. PDS. Inhaltliche Schwerpunkte seiner Arbeit waren die Westausdehnung der Partei, die Auseinandersetzung mit dem Rechtsextremismus sowie linke Kommunalpolitik. Zu diesen Themenkomplexen veröffentlichte er als Herausgeber, Autor oder Co-Autor eine diverse Anzahl Bücher und Artikel. Seine Tätigkeit im Parteivorstand der PDS beendete er im März 2001 in der Funktion als persönlicher Mitarbeiter der damaligen Vorsitzenden der PDS Gabi Zimmer.
Seitdem ist er Rentner und lebt mit seiner Frau Heidemarie im Seeheilbad Graal-Müritz. Beide sind seit 1961 verheiratet und haben zwei Söhne und vier Enkel.

## Quelle
- Eulenspiegel-Verlagsgruppe

## Veröffentlichungen
- mit Manfred Klaus: Unsere Jugendhochschule „Wilhelm Pieck“. Verlag Junge Welt, Berlin 1980.
- In der dritten Reihe : Erinnerungen eines Nomenklaturkaders. Verlag am Park, Berlin 2010. ISBN 978-3-89793-261-6.